# Francesco Martelli
Pour les articles homonymes, voir Martelli.
Francesco Martelli, connu également sous le nom latinisé Franciscus Martellus (né le 19 janvier 1633 à Florence en Toscane, alors capitale du Grand-duché de Toscane et mort le 28 septembre 1717  à Rome) est un cardinal italien du XVIIIe siècle.

## Biographie
Francesco Martelli  est chanoine à Florence. Il exerce diverses fonctions au sein de la Curie romaine, notamment au tribunal suprême de la Signature apostolique et comme gouverneur de Faenza et de Spolète et vice-légat à Ferrare. 
Il est nommé archevêque titulaire de Corinthe en 1675 et est envoyé comme nonce apostolique en Pologne. Il est secrétaire  de la Congrégation de l'immunité ecclésiastique, de la Congrégation pour les juridictionnelles et de la Congrégation  du Saint Consulta. 
En 1698 il est promu patriarche latin de Jérusalem. 
Le pape Clément XI le crée cardinal  lors du consistoire du 17 mai 1706.
Le cardinal Martelli meurt à Rome le 28 septembre 1717 à l'âge de 84 ans.

### Sources
- Fiche du cardinal Francesco Martelli sur le site fiu.edu